# سينف إركسن
سينف إركسن (بالنرويجية البوكمول: Synnøve Eriksen)‏ (وُلدَت في 27 شباط (فبراير) 1963 في هيروي روي أومسدال) هي روائية نرويجية. تعيش الآن في أوسلو، كتبَت سلسلة برغفوس (20 كتابًا). والتي تُرجمَت إلى الإنجليزية بعنوان ملحميَّة برغفوس (بالإنجليزية: The Bergfoss Saga).